# NSU Wankel Spider
NSU Wankel Spider är en tvåsitsig bilmodell från NSU. Den kom 1964 och var den första serietillverkade bilen med wankelmotor, den hade en-rotor.